# حزب پیشتاز خلق
حزب پیشتاز خلق حزبی کمونیست در کاستاریکا است. این حزب در ۱۹۳۱ و با نام «حزب کمونیست کاستاریکا» تأسیس شد و بعدها به نام کنونی تغییر نام داد.